# 灰姑娘州份
“灰姑娘州份”（Cinderella state ）是澳大利亚政治的一个术语，常被那些认为自己的州与其他州相比在经济或政治上处于不利地位、被忽视或不被认可的人使用。
澳大利亚各州都有将自己的州视为“灰姑娘州”的公众人物被记录。
- 在西澳大利亚州，该术语及其含义在1933年西澳脱离提案（英语：1933 Western Australian secession referendum）中已有体现，提案依据即是西澳拥有丰富的矿产资源同时被澳大利亚其他地区所忽视。 [1] [2]
- 塔斯马尼亚州因其面积小、与大陆分离（岛屿）以及被澳大利亚其他地区忽视而亦被视为灰姑娘州。 [3]
- 昆士兰州有时被称为“灰姑娘州”，因为其矿产和农业资源丰富，同时被澳大利亚其他地区忽视。 [4]
- 新南威尔士州有时也被称为“灰姑娘州”，因为该州人口众多，但所占联邦资源的比例却并不与之相符。 [5]
- 由于联邦资源份额过低，维多利亚州也会被称为“灰姑娘州”。 [6]
- 南澳大利亚州因失业率过高而被称为“灰姑娘州”。 [7][8]

## 延伸阅读
- 澳大利亚联邦宪法第96条（英语：Section 96 of the Constitution of Australia），允许国会给各州拨款的法条。
- 加拿大的类似现象：
  - 西部疏离